# Aufstand in Soweto

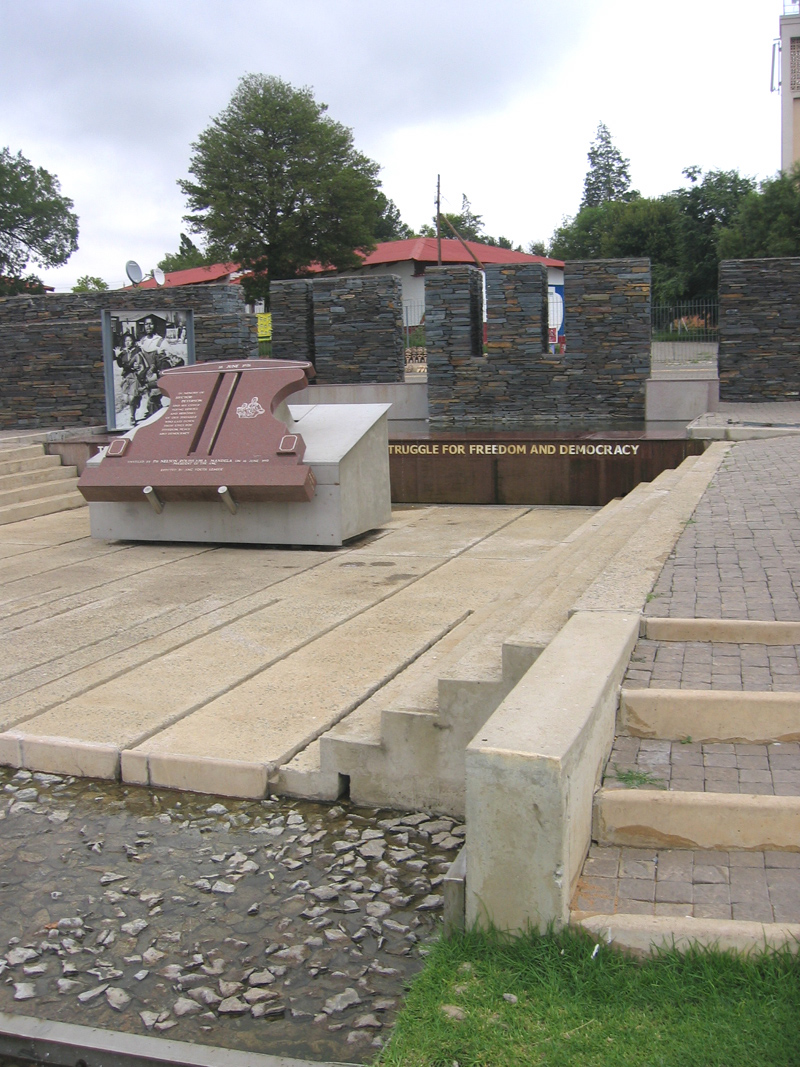
Das Hector-Pieterson-Mahnmal

Der Aufstand in Soweto, auch als Schüleraufstand in Soweto bezeichnet, englisch Soweto Uprising, begann am 16. Juni 1976 in Soweto in Südafrika. Er forderte zahlreiche Todesopfer und führte zu lange andauernden, landesweiten Protestaktionen gegen die rassistische Bildungspolitik und das gesamte Apartheidsregime des Landes.

## Geschichte

### Vorgeschichte
Soweto war 1976 ein südwestlicher Vorort der südafrikanischen Großstadt Johannesburg, der aus mindestens 28 Townships für Schwarze bestand. Auslöser des Aufstandes war der Erlass Afrikaans Medium Decree aus dem Jahr 1974, wonach Afrikaans, die Sprache der weißen burischen Herrschaftsschicht, als verbindliche Unterrichtssprache eingeführt werden sollte. Die schwarzen Schülerinnen und Schüler, die diese Sprache zum Teil kaum beherrschten, sahen sich dadurch ihrer Chancen im Bildungssystem beraubt. 

#### Widerstand gegen die „Bantu Education“
Mit dem Bantu Education Act von 1953 wurde eine minderwertige Bildung für die schwarze Bevölkerung in Südafrika etabliert. Nach den Empfehlungen der Eiselen-Kommission (Eiselen Commission) von 1951 sollte die jeweilige afrikanische Muttersprache für die schwarze Bevölkerung auf die gesamte Primarschulzeit (bis 8. Klasse) ausgedehnt werden und die beiden damaligen Amtssprachen Südafrikas, Englisch und Afrikaans, erst in der 2. Klasse bzw. in der 4. Klasse als Fremdsprachen eingeführt werden. Die zuständige oberste Behörde fürchtete jedoch eine Zurücksetzung von Afrikaans – der Sprache der Buren – und entschied, dass von der 1. Klasse an bereits drei Sprachen zu unterrichten sind.
Die beabsichtigte Bevorzugung jeweiliger Muttersprachen (und damit verbunden die Ausgrenzung durch den eingeschränkten Zugang zu den offiziellen Sprachen des Landes) blieb allerdings bestehen. Dieses Ziel erreichte man erstmals 1959, als dann die Abschlussprüfungen der Primarschule 8. Klasse nicht auf Englisch, sondern in der jeweiligen afrikanischen Muttersprache geschrieben wurden.
Im damaligen Transvaal wurde vom Department of Native Affairs (Abteilung für „Eingeborenenangelegenheiten“) dagegen festgelegt, dass in der Sekundarstufe die meisten Fächer in den beiden offiziellen Landessprachen Englisch (Naturwissenschaften, praktische Fächer) und Afrikaans (Mathematik, sozialkundliche Fächer) unterrichtet werden sollten. Nur Musik, Religion und Sport hatten die Lehrer in den regionalen Muttersprachen abzuhalten. Nach den Empfehlungen der Eiselen-Kommission sollte nur eine Amtssprache in der Sekundarstufe fortgeführt werden. Im Schulalltag bedeutete diese Regelung, dass nach dem achtjährigen Unterricht in der regionalen Muttersprache während der Primarschulzeit die höhere Bildung (ab Sekundarschule) in den beiden offiziellen Amtssprachen im Verhältnis 1:1 zu führen war. Der Sprachunterricht in den Amtssprachen war vorrangig auf grammatikalische Studien und Übersetzungen ausgerichtet, so dass die Schüler nur schwerlich mündliche Kompetenz erlangen konnten. Das wirkte sich als massive Benachteiligung der schwarzen Schüler aus.
Im Gegensatz zu den Schulen für weiße Kinder, wo die Unterrichtssprache von Beginn an entweder Englisch oder Afrikaans war, gab es keine Vorgabe zum dualen Sprachunterricht. Wo er stattfand, schaffte man ihn nach kontroverser Diskussion wieder ab.
Der Bantu Education Act erfuhr innerhalb der südafrikanischen Gesellschaft heftige Kritik. Gegen dieses Gesetz wandten sich Eltern, Lehrervereinigungen, Community-Verbände und der Südafrikanische Kirchenrat. Im Zentrum der öffentlichen Kritik standen die Regelungen zum Sprachunterricht. Die Proteste und Bemühungen zu einer Änderung erstreckten sich über den Zeitraum der 1960er und 1970er Jahre. Selbst als kaum oppositionell einzustufende Organisationen wie der Advisory Board for Bantu Education (Beirat für Bantu-Erziehung) und der Lehrerverband African Teachers’ Association of South Africa versuchten die Bantu-Behörde in Pretoria zu einer Veränderung zu bewegen.
Die landesweiten Proteste gegen die Struktur des Sprachunterrichts blieben lange ohne gesetzgeberische Konsequenz, wurden aber in zahlreichen Fällen mit Ausnahmegenehmigungen quittiert. Eine Verschärfung trat 1974 mit dem personellen Wechsel an der Spitze des Ministeriums ein. Der neue Amtsträger ignorierte die Appelle und Eingaben von der Basis und führte die Behörde nach harten Maßstäben. Selbst die Interventionsversuche von den politisch gleichgeschalteten Homelandregierungen wies man rigoros zurück.
Man senkte nach 1975 den Anteil der muttersprachlich basierten Unterrichtssprache ab und zog die Abschlussprüfung der achtjährigen Primarschule auf die 7. Klasse vor. In Südafrika erfolgte der Wechsel zwischen der 6. und 7. Klasse von den Muttersprachen auf dualen Unterricht mit den Amtssprachen (Englisch, Afrikaans), in den formell unabhängigen Homelands zwischen der 4. und 5. Klasse.
Eine politisch außerordentlich brisante Stimmung bildete sich ab 1975 heraus, als erstmals die Abschlussprüfungen in der 7. Klasse abgelegt werden mussten und nun in Englisch oder Afrikaans (für die schwarzen Schüler nicht mehr in der afrikanischen Muttersprache). Die angefallenen und strukturell bedingten sprachlichen Defizite aus den vorangegangenen Lehrplänen waren innerhalb eines Schuljahres nicht aufzuholen.

#### Das South African Students’ Movement
Ende der 1960er Jahre hatten sich Schüler der höheren Jahrgänge in der Provinz Transvaal im African Students’ Movement zusammengefunden. 1972 erfolgte eine Umbenennung in South African Students’ Movement (SASM, etwa: „Südafrikanische Schülerbewegung“), um Coloureds und Inder einzubeziehen. Das SASM hatte Beziehungen zum Black Consciousness Movement und dem im Untergrund tätigen African National Congress, blieb aber unabhängig.
Anfang des Jahres 1976 regte sich in vielen Schulen im gesamten Land deutliches Missfallen gegen die 1:1-Lösung. Es kam ab Februar 1976 zu zahlreichen Protestveranstaltungen. Im März wurde nach Protesten der Schüler die Polizei an eine High School in Soweto gerufen. Der sich aus den Protesten entwickelnde Unterrichtsboykott begann im Mai und weitete sich auf das gesamte Land aus. 
Das SASM gründete das Soweto Students’ Representative Council (SSRC, deutsch etwa: „Schülervertretungsrat von Soweto“), das sich aus je zwei Vertretern aller High Schools in Soweto zusammensetzte. Ihr Präsident war der damals 19-jährige Tsietsi Mashinini. Am 13. Juni 1976 beschloss das SSRC einen Protestmarsch.

### Ablauf
Rund 10.000 bis 20.000 Schüler formierten sich am Morgen unter Führung Mashininis am 16. Juni 1976 zu einem Demonstrationszug durch Orlando in Soweto. Die South African Police schlug die Demonstration mit 48 Polizisten, darunter acht Weißen, blutig nieder. Colonel Kleingeld, der Kommandeur der Orlando Police Station, gab später an, dass er mit Steinen beworfen worden sei und daher den ersten Schuss abgegeben habe. Bis zum Vormittag gab es zwei Tote und zwölf Verletzte. Im Verlauf des Vormittags griffen Schüler und andere Bewohner Sowetos zahlreiche Weiße und ihre Besitztümer an, etwa Bierhallen, da sie Alkohol als Mittel der Ruhigstellung der Schwarzen ansahen. Am Nachmittag und erneut am Folgetag wurden die Polizeikräfte auf bis zu 1500 schwerbewaffnete Männer verstärkt, die ohne Vorwarnung schossen. Zahlreiche Kinder und Jugendliche wurden bei Razzien in Schulen inhaftiert. Durch Folter versuchte die Polizei, die Anführer des Aufstands herauszufinden. Die Unruhen griffen auf andere Townships in Südafrika über und dauerten bis 1978 an. Darüber hinaus kam es zu Streiks der schwarzen Bevölkerung und zu internationalen Protesten. Nach Untersuchungsergebnissen der Cillie Commission (siehe unten) starben bei den Auseinandersetzungen 575 Menschen, darunter 451 durch Polizeigewalt. 3907 Menschen wurden verletzt, davon 2389 durch Polizisten. Nach zahlreichen Angaben waren die Opferzahlen aber höher. 5980 Personen wurden festgenommen. Rund 250.000 Personen beteiligten sich allein in Soweto an den Protesten, die alle vier Provinzen und die Homelands umfasste.
Das erste Opfer des Aufstands war der Schüler Hastings Ndlovu. Gelegentlich wird der damals 12-jährige Hector Pieterson fälschlich als erstes Opfer bezeichnet, weil ein Foto, das den tödlich verletzten Pieterson zeigt, weltweit bekannt wurde. Das Hector-Pieterson-Mahnmal steht seit 1992 in Orlando, Soweto.

## Folgen
Die Apartheidsregierung gab eine Untersuchung der Unruhen im Zeitraum vom 16. Juni 1976 bis Februar 1977 in Auftrag. Unter Leitung des Juristen Piet Cillie befasste sich eine Kommission mit der Thematik und erkannte die katastrophalen Lebensumstände in Soweto und anderen Townships als hintergründige Basis solcher Aufstände, die durch den angestauten Unmut ihrer Bewohner auf das Bildungssystem ausbrachen. Die Cillie-Kommission legte am 29. Februar 1980 dem südafrikanischen Parlament ihren Bericht vor.
Seit 1995 ist der 16. Juni als Youth Day (ehemals auch Soweto Day) in Südafrika öffentlicher Feiertag. 

### Internationale Reaktionen
Auf Initiative mehrerer UN-Mitgliedsstaaten wurde der UN-Sicherheitsrat zu einer Stellungnahme gegenüber Südafrika aufgefordert. Dieser reagierte 1976 mit der Resolution 392, worin die Regierung Südafrikas wegen ihres unverhältnismäßigen Vorgehens bei den Unruhen in Soweto scharf kritisiert und zur Aufhebung der Apartheidsverhältnisse aufgefordert wurde. Der Sicherheitsrat stellte sich in solidarischer Position zu den Opfern der Unruhen.